# Manne Heinonen
Mauno Heinonen, detto Manne (Lahti, 18 febbraio 1911 – 2 marzo 1940), è stato un cestista finlandese.

## Carriera
Con la Finlandia ha disputato i Campionati europei del 1939.
Tenente di fanteria, cadde in battaglia il 2 marzo del 1940, colpito da una granata, durante la Guerra d'inverno.